# Утопление
Утопление — смерть или патологическое состояние, возникающее в результате погружения организма в воду (реже — в другие жидкости и сыпучие материалы) и асфиксии.

## Типы утопления
Различают несколько типов утопления: истинный («аспирационный», «мокрый»), ложный («асфиктический», «сухой», «спастический»), синкопальный («рефлекторный») и смешанный.
- «Мокрое» утопление — возникает, когда в дыхательные пути и лёгкие попадает большое количество жидкости. Как правило, это случается с теми людьми, которые до последнего борются за жизнь. Встречается в среднем в 20% случаев.
- «Сухое» утопление возникает, когда происходит спазм голосовой складки и в результате жидкость не проникает в лёгкие. Встречается в среднем в 35% случаев.
- Синкопальное утопление происходит при рефлекторной остановке сердца из-за спазма сосудов. В этом случае потерпевший, как правило, сразу идёт на дно. Встречается в среднем в 10% случаев.
- Смешанный тип утопления характеризуется наличием признаков как «мокрого», так и «сухого» типов. Встречается в среднем в 20% случаев.

Необходимо иметь в виду, что смерть находящегося в воде человека может наступить не только от утопления, но и в результате других причин (сердечно-сосудистых заболеваний, различных травм и др.).

## Спасение утопающих
Согласно протоколам, чтобы предотвратить утопление людей:

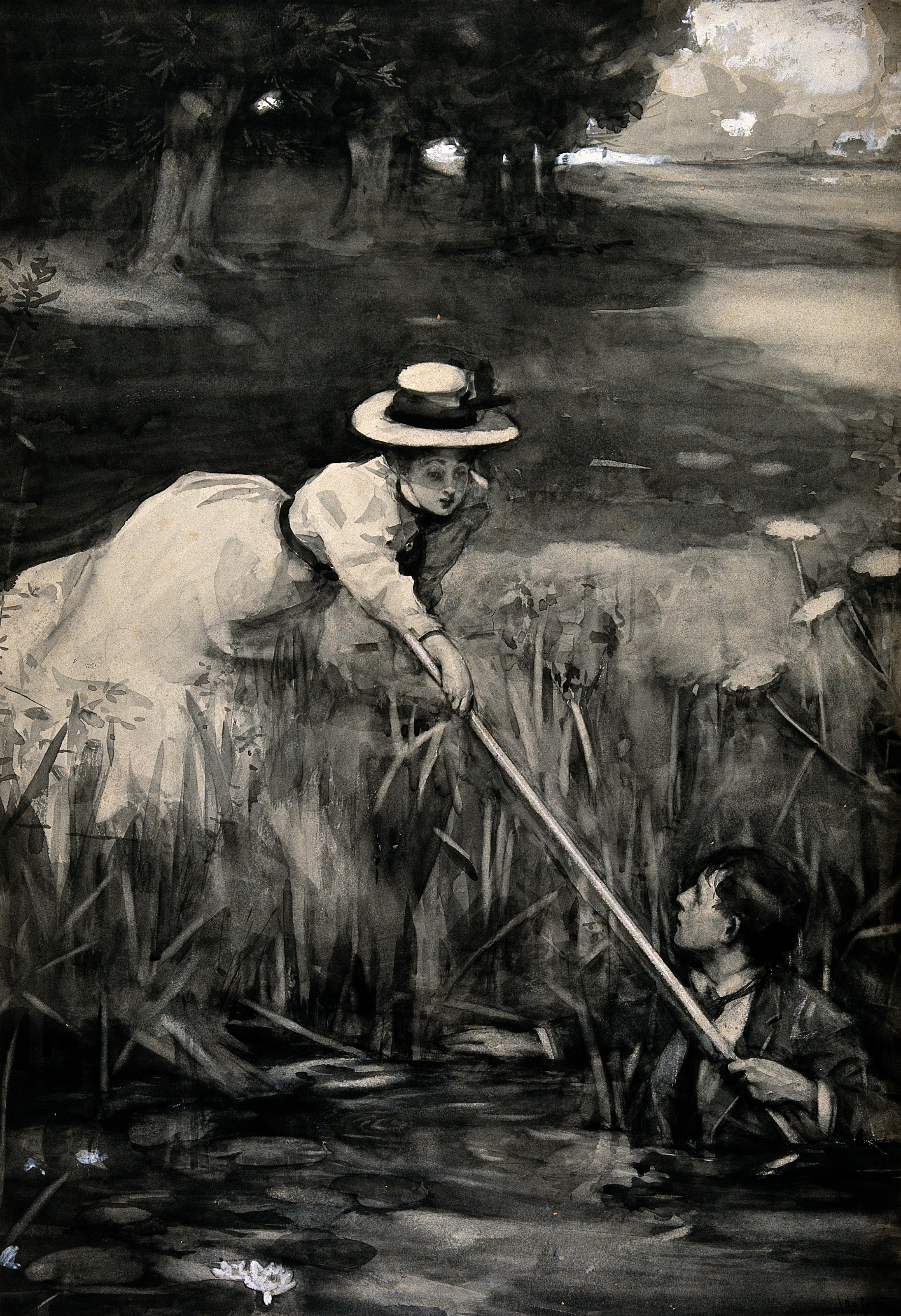
Спасение с использованием объекта и нахождение на безопасной базе. Спасатель должен лечь, так что жертва не тянет его в воду.

- Предупредить спасателей о происшествии
- Бросьте плавающие предметы (спасательные круги, надувные игрушки, надувные мячи, надувные матрасы, автомобильную камеру, закрытые пластиковые бутылки, спасательный жилет, толстые ветви, полено и т.д.).
- Предлагайте расширяемые объекты (полюсы, толстые ветви, веревки и т.д.). Спасатели должны лежать на земле, чтобы жертвы не тащили их в воду.
- Используйте плавучий корабль, чтобы добраться до утопающего,  поместите его внутрь.
- Позвоните в службы неотложной медицинской помощи.Спасение в воде: Спасатель уже контролирует тело утопающего (самая опасная часть), и начинается манёвр буксировки. Рот и нос утопающего остаются вне воды. Настоятельно рекомендуется нести плавучий объект для облегчения спасения.

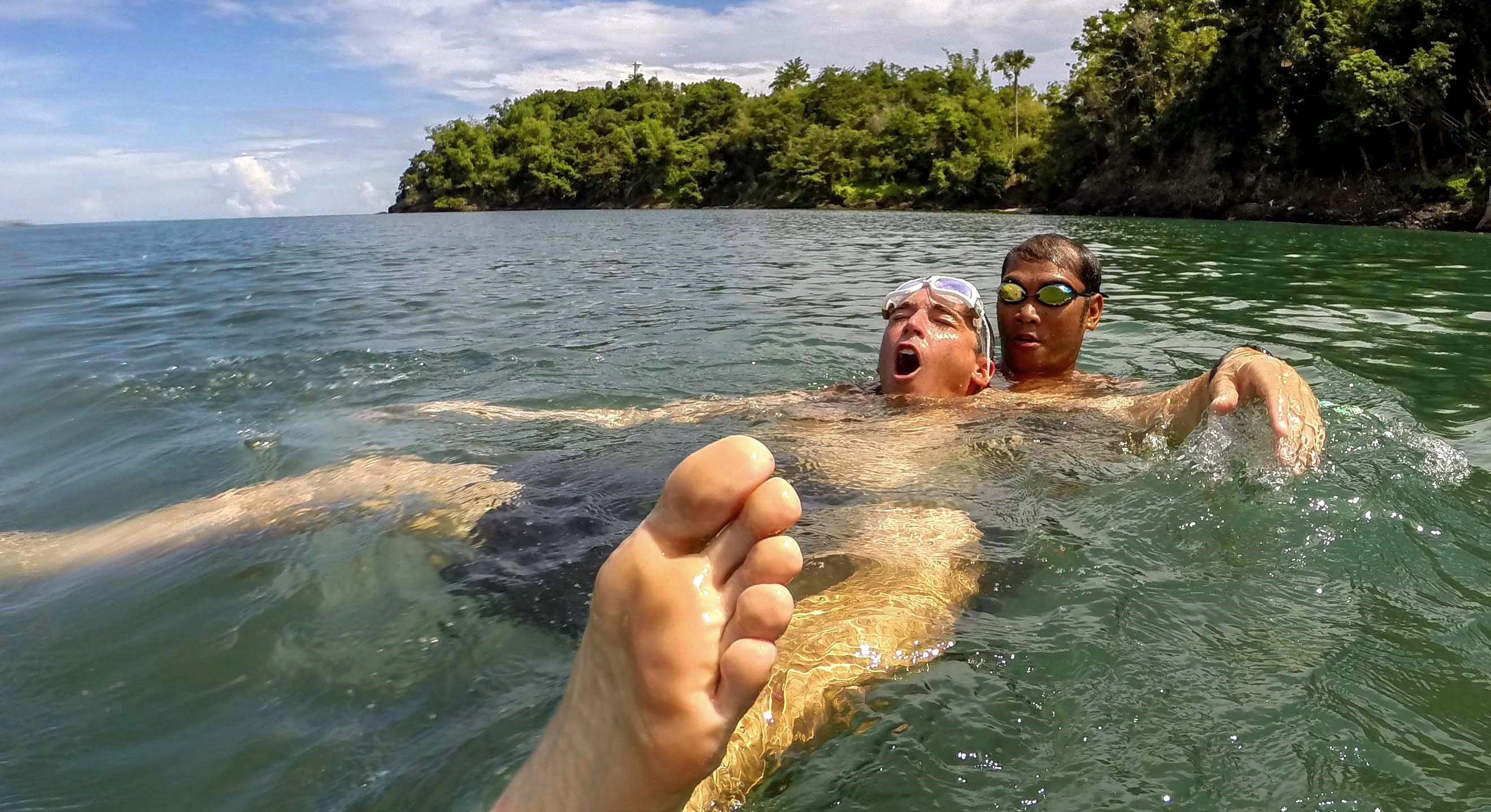
Спасение в воде: Спасатель уже контролирует тело утопающего (самая опасная часть), и начинается манёвр буксировки. Рот и нос утопающего остаются вне воды. Настоятельно рекомендуется нести плавучий объект для облегчения спасения.

- Попросите кого-нибудь вывести утопающего, плаванием, но только если он способен сделать это хорошо (технически и физически). Беспокойный утопающий в воде опасен.
- Выполнение первой помощи (прочитано ниже).

## Первая помощь в жертвах утопления
Когда спасатель находится с жертвой на земле:
Если жертва без сознания, но дышит, он должен лежать на боку, для предотвращения рвоты и удушья.

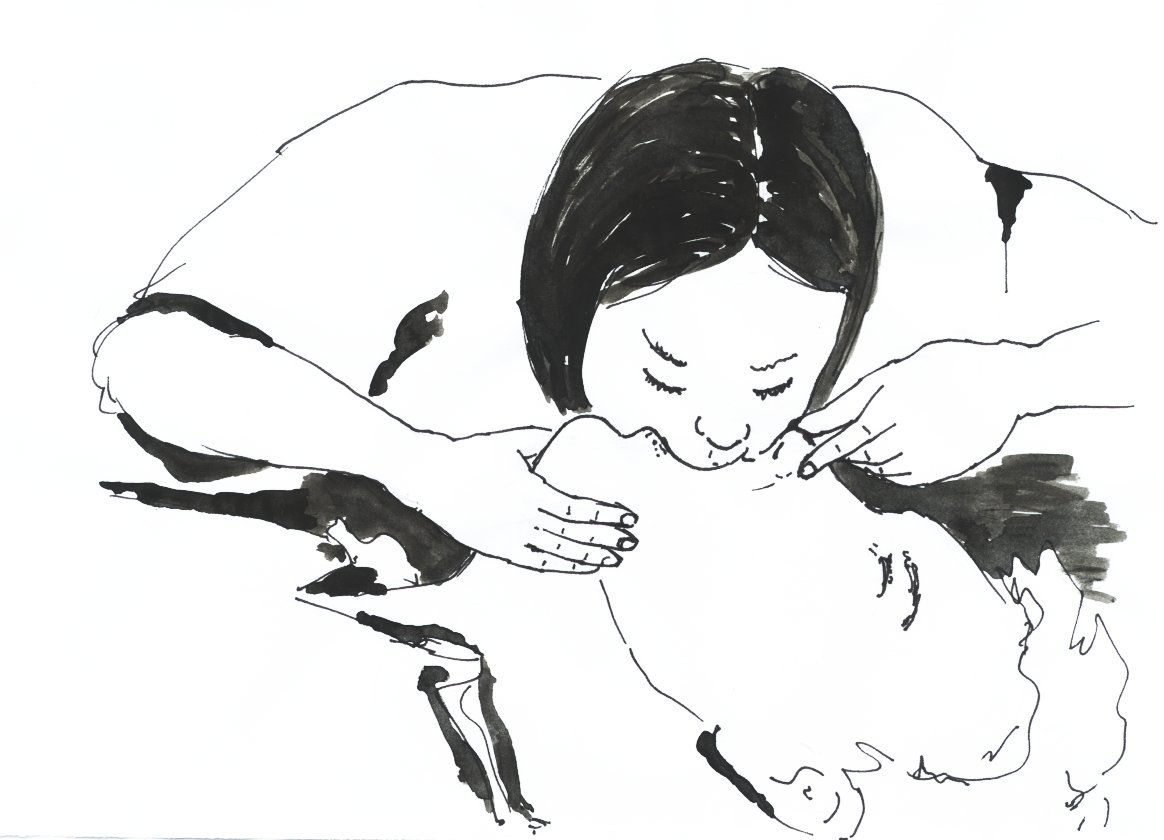
Вентиляция (спасательные вдохи) в «сердечно-легочной реанимации для утопленников».

Если жертва не дышит, или его сердце не бьется, «сердечно-легочная реанимация для утопленников» должна быть сделана быстро. Это очень похоже на нормальную «сердечно-легочную реанимацию».
В «сердечно-легочная реанимация для утопленников» жертва лежит на его спине, а спасатель находится рядом с ним. После этого:

Грудные сжатия в «сердечно-легочной реанимации для утопленников».

- Если жертва больше по размеру чем младенец (будь взрослым или ребёнком): Спасатель начинает с 5 начальных вентиляций (Закрывая нос, открывая рот, покрывая его ртом спасателя и пыхтящим воздухом внутри) Чтобы мобилизовать воду, которая вошла в легкие. Затем серия из 2 вентиляций (идентичных) чередуются с серией из 30 грудных сжатий, нажимая с скрещенными руками над нижней половиной его грудины: кость которая находится вдоль центра груди от шеи до живота. Через 2 минуты или 5 циклов обеих серий реанимации необходимо позвонить в службу неотложной медицинской помощи и продолжить одну и ту же серию реанимации (есть список экстренных телефонов здесь). Обе серии, вентиляция и сжатие продолжаются, пока жертва снова не дышит или не прибудет с медицинскими услугами.
- Если жертва младенец (очень маленький, обычно менее 1 года): метод очень похож.  Начните с 5 начальной вентиляции, с его ртом, запечатанным вокруг носа и рта ребёнка одновременно, и пыхтя внутри (но не с такой силой, что он чрезмерный). Кроме того, серия из 2 вентиляций (идентичных) постоянно чередуются с серией из 30 компрессий груди, нажатие только с 2 пальцами в нижней половине грудины: кость, которая расположена вдоль центра сундука от шеи до живота. Через 2 минуты или 5 циклов обеих серий реанимации необходимо позвонить в службу неотложной медицинской помощи и продолжить одну и ту же серию реанимации (есть список экстренных телефонов здесь). Обе серии, вентиляция и сжатие продолжаются, пока жертва снова не дышит или не прибудет с медицинскими услугами.

## Неверные и устаревшие теории физиологии утопления
Современные крупномасштабные исследования показали, что патогенез утопления в пресной воде и в соленой воде существенно не различается и особой клинической роли не играет. Между тем, раньше считалось, что при утоплении в пресной воде происходит разжижение крови. Это объясняли поступлением воды из лёгких в кровяное русло, которого не происходит в реальности. Происходит из-за разницы осмотического давления пресной воды и плазмы крови. Вследствие разжижения крови и резкого увеличения объёма крови в организме происходит остановка сердца (сердце не в состоянии перекачивать такой огромный объём). Ещё одно следствие разжижения крови, способное вызвать осложнения и летальный исход — гемолиз, происходящий из-за разницы осмотических давлений плазмы крови и цитоплазмы эритроцитов, их набухания и разрыва. В результате развивается анемия, гиперкалиемия, и в кровоток попадает единовременно большое количество клеточных оболочек, клеточного содержимого и гемоглобина, которые, выводясь через почки, могут привести к острой почечной недостаточности.
При утоплении в солёной воде происходит прямо противоположный процесс — сгущение крови (гемоконцентрация).

## Механизм утопления
Обычно механизм утопления таков: человек, попавший под воду, задерживает дыхание и активно борется за жизнь. Затем начинается заглатывание воды; считается, что это уменьшает желание сделать вдох. После происходит глубокий вдох, но в результате ларингоспазма вода не проникает в нижние дыхательные пути. Происходит потеря сознания, разрешение ларингоспазма и пассивное затекание воды в лёгкие. Смертельным считается попадание в лёгкие более 22 мл воды на кг массы тела. В 65% случаев проникает 5-10 мл/кг. Попадание воды в лёгкие вызывает цепочку патологических изменений, приводящих к поражению центральной нервной системы, сердечно-сосудистой системы, желудочно-кишечного тракта, к поражению самой легочной ткани; кроме того, изменяется состав крови, поражаются эритроциты, а содержащийся в них гемоглобин окисляется до соляно-кислого гематина, который, в свою очередь, поражает почечные канальцы. В это время могут произойти судороги мышц тела. Через некоторое время происходит остановка сердца. Через несколько минут после этого начинаются необратимые изменения в коре головного мозга. При активной борьбе за свою жизнь организму требуется больше кислорода, то есть гипоксия усиливается и смерть наступает в более короткие сроки.
При утоплении в ледяной воде, особенно у детей с небольшой массой тела и высокой регенерационной способностью организма, иногда возможно полное или частичное восстановление функций мозга через 20-30 минут после утопления.

## Причины и места утопления
Утопление происходит по разным причинам. Часто люди тонут, пренебрегая элементарными мерами предосторожности (не заплывать за буйки, не купаться при алкогольном и наркотическом опьянении или сразу после употребления большого количества пищи, не купаться в одиночку при хронических заболеваниях (эпилепсия, диабет, болезни сердца, в пожилом возрасте и т.д.), не купаться в сомнительных водоёмах, не купаться в шторм, не выходить на лёд в зимний период). При утоплении большую роль играет фактор страха. Утопления бывают не только в водоёмах и бассейнах, но и в ваннах. Младенцы могут утонуть даже в унитазе или в ведре.

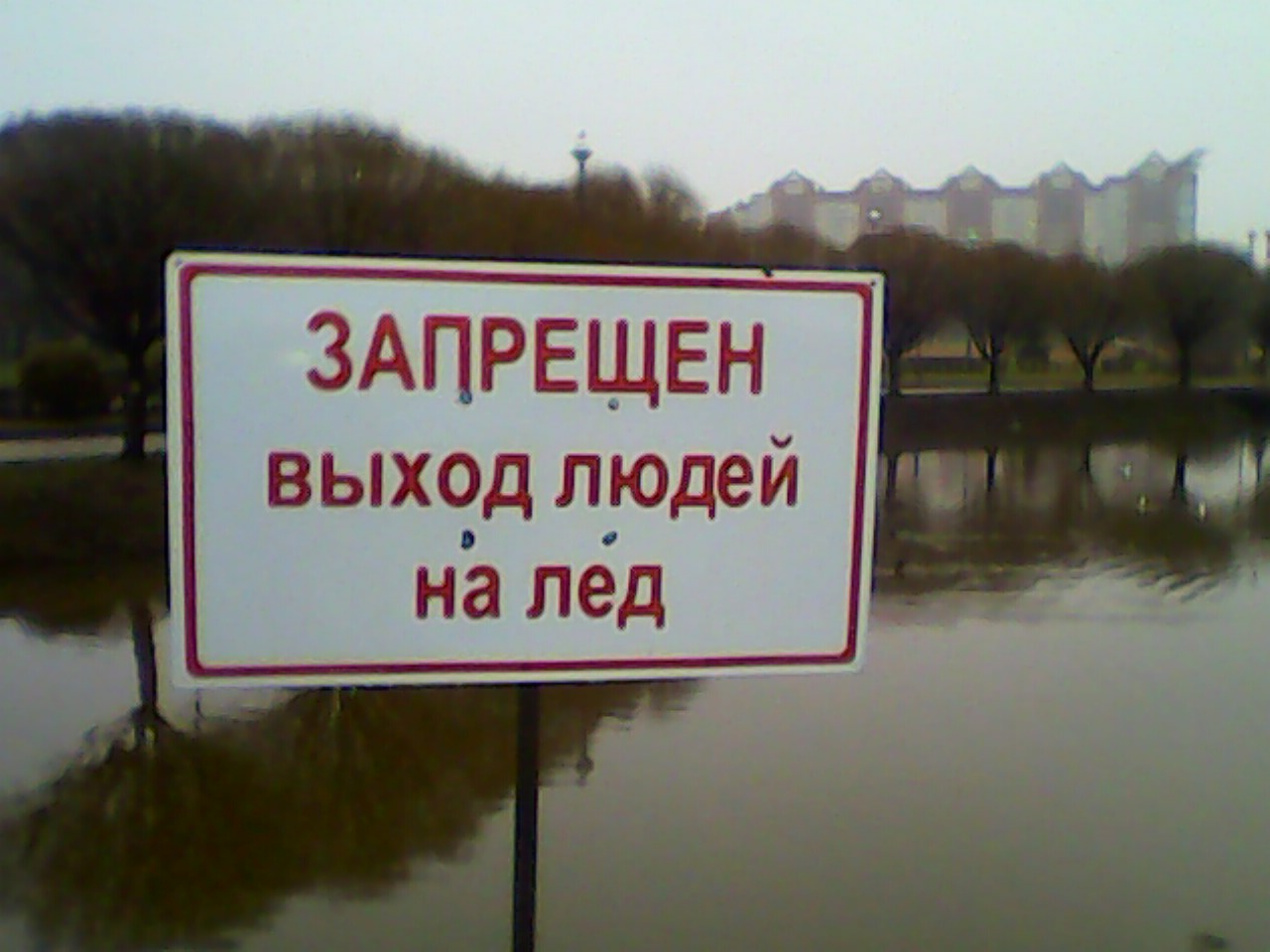
Выход на лёд — одна из частых причин утопления

Так, часто не умеющие плавать, случайно оказавшиеся в воде на большой глубине, начинают хаотично грести руками и ногами с криком «Спасите, я тону!». Тем самым они выпускают воздух из лёгких и неизбежно погружаются в воду.
Утопление возможно в болоте и в зыбучих песках[уточнить], в которых даже умеющие плавать не имеют возможности полноценно двигаться.
Утопление может возникнуть и у любителей подводного плавания. Подчас это ещё более опасно, чем простое утопление, особенно, если нырять в одиночку. Часто утопление аквалангистов сопровождается так называемой «кессонной болезнью».

## Судебно-медицинская экспертиза
Судебно-медицинская диагностика утопления, равно, как и иных причин смерти, производится на основании установления комплекса признаков, обнаруживаемых как в ходе секционного исследования, так и с помощью дополнительных методов исследования и зависящих от типа утопления. Для истинного («бледного», «влажного») типа утопления (в природных водоёмах либо в водоёмах имитирующих природные) характерным является наличие стойкой белесоватой мелкопузырчатой пены у отверстий рта и носа (признак Крушевского), острое вздутие легких, кровоизлияния под легочной плеврой, обнаружение жидкости среды утопления в пазухе клиновидной кости, диатомового планктона во внутренних органах и костном мозге и некоторые другие признаки.
В патогенезе асфиктического («синего», «сухого») типа утопления ведущим звеном является острое расстройство внешнего дыхания, в связи с чем при исследовании трупа отмечаются разлитые, насыщенные трупные пятна синюшно-фиолетового цвета, синюшность и одутловатость лица и шеи, кровоизлияния в конъюнктиву, резко выраженное вздутие легких со значительным увеличением их объёма и воздушности.
Для рефлекторного типа утопления характерны признаки быстро наступившей смерти, наиболее ярко выраженными из которых являются разлитые, насыщенные трупные пятна синюшно-фиолетового цвета, жидкое состояние крови в полостях сердца и крупных сосудов при отсутствии признаков других типов утопления.
Помимо признаков, прямо или косвенно свидетельствующих об утоплении, различают признаки пребывания трупа в воде: бледность кожных покровов, т. н. «гусиная кожа», сморщивание кожных покровов мошонки и в области сосков, мацерация кожных покровов (время и степень которой зависят многих факторов — температура воды, возраст пострадавшего и др.). Конечные признаки мацерации — самопроизвольное отделение эпидермиса кистей рук вместе с ногтями (т. н. «перчатки смерти»). Это может затруднить опознание трупа. На стопах отслаивается кожа только подошвенных поверхностей. В процессе гнилостных изменений трупа происходит отделение волос. Под влиянием воды волосы теряют связь с кожей. Мокрые предметы одежды, кожные покровы и волосы трупа, наличие на них песка, ила, водорослей также свидетельствуют о пребывании трупа в воде.
Нередко смерть в воде наступает не от утопления, а от различных заболеваний (скоропостижная смерть в воде), повреждений и др. Труп или его части могут быть выброшены в воду с целью сокрытия убийства. Установить причину смерти, особенно при длительном пребывании тела в воде, весьма затруднительно, а в отдельных случаях невозможно. Необходимо отметить, что судебно-медицинский эксперт устанавливает, в частности, причину смерти (например, механическая асфиксия в результате закрытия дыхательных путей водой при утоплении). Установление рода наступления насильственной смерти (убийство, самоубийство, несчастный случай) не входит в компетенцию судебно-медицинского эксперта; решением данного вопроса занимаются сотрудники правоохранительных органов, принимая во внимание, в том числе, данные судебно-медицинской экспертизы.

## Смертная казнь
В Европе утопление применялось в качестве смертной казни. В Средневековье использовалась формулировка «cum fossa et furca» или «with pit and gallows» (через яму или виселицу).
Утопление применялось в Европе и в XVII и XVIII веках. Эта практика была отменена в Англии (1623 год), Шотландии (1685 год), Швейцарии (1652 год), Австрии (1776 год), Исландии (1777 год) и России (начало XVIII века). Франция возродила эту казнь в ходе Великой французской революции (1789—1799), комиссар Жан-Батист Каррье применял её в Нанте.